# ورزشگاه کایبان‌پارک
کایبان‌پارک (انگلیسی: Kybunpark) با نام پیشین ای‌اف‌جی آرنا (انگلیسی: AFG Arena) یک ورزشگاه چندمنظوره در سنت گالن سوئیس است، که در سال ۲۰۰۸ ساخته شده‌است. این ورزشگاه بیشتر برای میزبانی مسابقات فوتبال استفاده می‌شود و هم‌اکنون در اختیار سنت گالن در سوپر لیگ فوتبال سوئیس می‌باشد.
این ورزشگاه پس از ساخت جایگزین ورزشگاه اسپن‌موس شد.

## بازی‌های ملی
| Date           |                 | Result |                 | Competition                                 |
| -------------- | --------------- | ------ | --------------- | ------------------------------------------- |
| ۳۰ مه ۲۰۰۸     | سوئیس           | ۳–۰    | لیختن‌اشتاین     | دوستانه                                     |
| ۱۱ اکتبر ۲۰۰۸  | سوئیس           | ۲–۱    | لتونی           | مرحله مقدماتی جام جهانی فوتبال ۲۰۱۰ (اروپا) |
| ۱۹ نوامبر ۲۰۰۸ | سوئیس           | ۱–۰    | فنلاند          | دوستانه                                     |
| ۳ مارس ۲۰۱۰    | سوئیس           | ۱–۳    | اروگوئه         | دوستانه                                     |
| ۳ سپتامبر ۲۰۱۰ | سوئیس           | ۰–۰    | استرالیا        | دوستانه                                     |
| ۲ سپتامبر ۲۰۱۱ | اسپانیا         | ۳–۲    | شیلی            | دوستانه                                     |
| ۲۸ فوریه ۲۰۱۲  | بوسنی و هرزگوین | ۱–۲    | برزیل           | دوستانه                                     |
| ۲۶ مه ۲۰۱۲     | اسپانیا         | ۲–۰    | صربستان         | دوستانه                                     |
| ۱۴ نوامبر ۲۰۱۲ | شیلی            | ۱–۳    | صربستان         | دوستانه                                     |
| ۵ مارس ۲۰۱۴    | سوئیس           | ۲–۲    | کرواسی          | دوستانه                                     |
| ۱۵ نوامبر ۲۰۱۴ | سوئیس           | ۴–۰    | لیتوانی         | مرحله مقدماتی جام ملت‌های اروپا ۲۰۱۶         |
| ۹ اکتبر ۲۰۱۵   | سوئیس           | ۷–۰    | سان مارینو      | مرحله مقدماتی جام ملت‌های اروپا ۲۰۱۶         |
| ۲۹ مه ۲۰۱۶     | اسپانیا         | ۳–۱    | بوسنی و هرزگوین | دوستانه                                     |
| ۳۱ اوت ۲۰۱۷    | سوئیس           | ۳–۰    | آندورا          | مرحله مقدماتی جام جهانی فوتبال ۲۰۱۸ (اروپا) |
| ۲۸ مه ۲۰۱۸     | ایتالیا         | ۲–۱    | عربستان سعودی   | دوستانه                                     |
| ۳ ژوئن ۲۰۱۸    | عربستان سعودی   | ۰–۳    | پرو             | دوستانه                                     |
| ۸ سپتامبر ۲۰۱۸ | سوئیس           | ۶–۰    | ایسلند          | لیگ ملت‌های اروپا ۱۹–۲۰۱۸                    |